# سایشی دولبی بی‌واک
سایشی دولبی بی‌واک یک صامت است که در گفتار برخی از زبانهای جهان به کار می‌رود. نماد این همخوان در الفبای آوانگاری بین‌المللی ⟨ɸ⟩ است.